# Grote Moskee van Oujda
De Grote Moskee van Oujda is de historische belangrijkste vrijdagmoskee in de stad Oujda, in het oosten van Marokko. De moskee werd in 1296 gesticht door de Merinidische sultan Abu Ya'qub Yusuf.

## Architectuur
De moskee is groot en enigszins onregelmatig qua plattegrond als gevolg van meerdere uitbreidingen en aanpassingen door de eeuwen heen. Aangenomen wordt dat de mihrab van de moskee (nis die de gebedsrichting symboliseert) en de sierbogen ernaast dateren uit de oorspronkelijke constructie, terwijl de huidige binnenplaats (sahn) en een groot deel van het noordoostelijke deel van de moskee van een latere constructie zijn. Het grootste deel van de moskee heeft een eenvoudige constructie in dezelfde hypostyle-vorm als andere Marokkaanse moskeeën. Aan de westkant van de moskee staat een goed geproportioneerde minaret, 24 meter hoog en met versierde gevels. De minaret werd waarschijnlijk gebouwd of voltooid in 1317, een paar decennia na de stichting van de moskee.